# Município Cunhinga
Município Cunhinga är en kommun i Angola.   Den ligger i provinsen Bié, i den centrala delen av landet, 500 km sydost om huvudstaden Luanda.
I omgivningarna runt Município Cunhinga växer huvudsakligen savannskog. Runt Município Cunhinga är det ganska glesbefolkat, med 23 invånare per kvadratkilometer.